# Neomarxismus
Als Neomarxismus oder Neo-Marxismus werden verschiedene Theorien bezeichnet, die an das Werk von Karl Marx anknüpfen, es auf die jeweilige Gegenwart beziehen und neu interpretieren. Vertreter solcher Theorien nennt man Neomarxisten.

## Begriff
Franz Mehring veröffentlichte 1901 in der sozialdemokratischen Theoriezeitschrift Die Neue Zeit den Aufsatz Neomarxismus. Darin kritisierte er bestimmte Thesen „bürgerlicher“ Marx-Interpreten, die Marx’ individuelle Genialität, jedoch keine revolutionäre Aktualität zubilligten. Ihnen gegenüber hielt Mehring fest, dass die Marxsche Theorie den Sozialismus mit dem historischen Materialismus wissenschaftlich begründet habe und dieser als gültige Weltanschauung des Proletariats eine praktische Waffe des täglichen Klassenkampfes sei und bleiben müsse. Neomarxismus wurde demnach als Widerspruch zum „orthodoxen“ Marxismus der damaligen Sozialdemokratie verstanden.

## Entstehung
Neuinterpretationen des Marxismus wurden durch einschneidende politische Entwicklungen angestoßen oder erzwungen. Der Erste Weltkrieg bedeutete eine tiefe Krise für den Fortschrittsglauben des 19. Jahrhunderts. Der Kapitalismus brach nicht wie von Marx erwartet an seinen inneren Widersprüchen zusammen. Nach Ansicht der Neomarxisten kam es statt der Sozialrevolution in den am meisten entwickelten Industriegesellschaften, zu einem gesamteuropäischen imperialistischen Raubkrieg, den die Sozialdemokratie entgegen den Vorkriegsbeschlüssen der Sozialistischen Internationale mittrug. Die Oktoberrevolution erfolgte im nur schwach industrialisierten zaristischen Russland; die Novemberrevolution in Deutschland wurde gewaltsam beendet. Danach stieg in einigen instabilen parlamentarischen Demokratien Westeuropas der Faschismus, in der Sowjetunion der Stalinismus auf.
Daraufhin bemühten sich verschiedene marxistische Autoren um eine situationsgerechte Anpassung der Marxschen Theorie. Sie gingen weiterhin vom Grundwiderspruch zwischen Kapital und Arbeit und vom humanistischen Impuls der Marxschen Frühschriften aus, alle entwürdigenden und unmenschlichen Gesellschaftsverhältnisse abzuschaffen. Dabei stellen sie aber die Marxsche Geschichtsphilosophie, den historischen Materialismus, die Zusammenbruchstheorie und den aus ökonomischen Gesetzmäßigkeiten gefolgerten Determinismus in Frage. Sie analysieren mittels Marxscher Methodik und Zentralbegriffe besonders das Zusammenwirken von Staatsmacht und Wirtschaft, dessen Folgen für ökonomische Krisen, die Beherrschung aller Gesellschaftsbereiche durch kapitalistische Ideologien, die Massenpsychologie und Bedürfnisstrukturen der Individuen.
Eine neue Sicht auf das Werk von Marx wurde auch angestoßen durch die Veröffentlichung bisher nicht zugänglicher Frühschriften wie Ökonomisch-philosophische Manuskripte aus dem Jahre 1844 (1932).

## Grundideen
Da es keine geschlossene neomarxistische Bewegung, keine Organisationen und nur selten Personen, die sich neomarxistisch nennen, gibt, ist eine eindeutige Eingrenzung der Zugehörigkeit zum Neomarxismus schwierig, bisweilen ist die Verwendung des Begriffs willkürlich; in der tagespolitischen Debatte werden auch oft allgemein gesellschafts- oder kapitalismuskritische Positionen unspezifisch – dann meist als negative Wertung gemeint – als neomarxistisch bezeichnet. Auch eine einheitliche Theorie existiert nicht, man kann nur allgemeine Merkmale angeben. Eine dauerhafte Strömung im neomarxistischen Umkreis bildet der praxisphilosophische Marxismus, dessen Bezeichnung bis auf den italienischen, marxistischen Philosophen Antonio Labriola zurückverweist.
Der Neomarxismus verwirft das als deterministisch missverstandene Geschichtsbild des „traditionellen Marxismus“, nach dem eine quasi naturgesetzliche Entwicklung zu Revolution und Sozialismus führe. Betont wird hingegen die Bedeutung des sozialen Handelns der realen Menschen (Subjekte), die gesellschaftliche Praxis, sowie das besondere Verhältnis zum philosophischen Erbe des deutschen Idealismus, besonders das von Hegel. Damit weicht auch die Auffassung, dass alle Erscheinungen schematisch aus wirtschaftlichen Faktoren abgeleitet werden können („Ökonomismus“), einer differenzierteren Betrachtungsweise. Einige neomarxistische Richtungen greifen weniger auf die Ergebnisse der Marx’schen Analyse als auf seine Methoden zurück, um die veränderten sozioökonomischen Verhältnisse entwickelter kapitalistischer Gesellschaften zu analysieren.

## Zwischenkriegszeit
Als Vertreter des Neomarxismus gelten heute auch marxistische Autoren der 1920er und 1930er Jahre, die sich nicht Neomarxisten nannten, aber ihre Marx-Interpretation vom Marxismus-Leninismus der frühen Sowjetunion abgrenzten. Dazu gehörten vor allem Antonio Gramsci in Italien, Georg Lukács in Ungarn, Karl Korsch und die Kritische Theorie der Frankfurter Schule in der Weimarer Republik. Deren Vertreter gründeten 1923 das Institut für Sozialforschung in Frankfurt am Main, das sich besonders der marxistischen Faschismustheorie widmete.

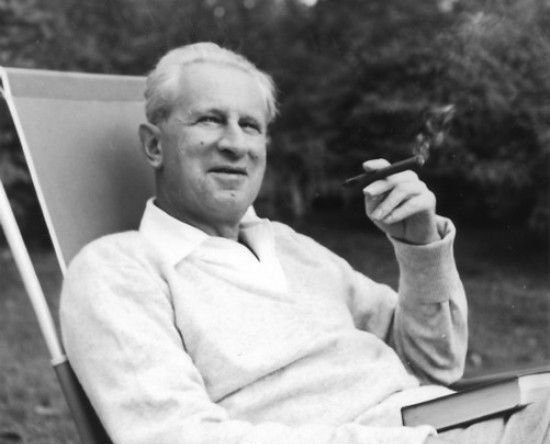
Herbert Marcuse (1898–1979)

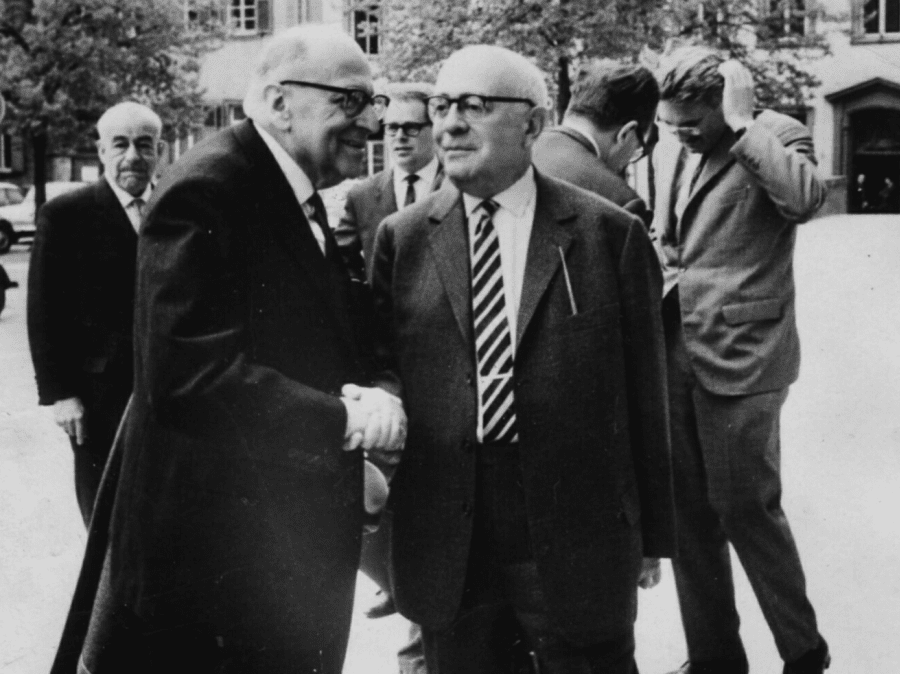
Max Horkheimer (vorn links) und Theodor W. Adorno (vorn rechts)

## Neue Linke
Das Institut für Sozialforschung wurde 1956 neu gegründet. Seine Hauptvertreter Max Horkheimer, Theodor W. Adorno, Erich Fromm, Ernst Bloch, Alfred Sohn-Rethel und vor allem Herbert Marcuse gewannen dann erheblichen Einfluss auf die Neue Linke und die Westdeutsche Studentenbewegung der 1960er Jahre. Mit seinem Versuch, Marxismus und Existenzialismus zu verbinden, schloss sich auch Jean-Paul Sartre dem neomarxistischen Diskurs an.
Hinzu kamen marxistische Autoren der 68er-Bewegung wie Johannes Agnoli, Rudi Dutschke, Hans-Jürgen Krahl und Alfred Schmidt in Westdeutschland, Ernest Mandel in Belgien, Louis Althusser, Henri Lefebvre und André Gorz in Frankreich, Paul Sweezy in den USA und diverse Autoren aus Lateinamerika.
In Großbritannien formierte sich eine Gruppe von Marxisten, die nach der Niederschlagung des Aufstands in Ungarn aus der Kommunistischen Partei Großbritanniens ausgetreten war, um die Zeitschrift New Left Review, darunter Edward P. Thompson und Perry Anderson, zu gründen.

## Ostblock
Da in den Ländern des „real existierenden Sozialismus“ die Staatsparteien das Interpretationsmonopol am Marxschen Werk beanspruchten, konnte sich der Neomarxismus zunächst nur in den westlich-kapitalistischen Ländern entwickeln („Westlicher Marxismus“), hauptsächlich als akademische Disziplin an Universitäten außerhalb der westlichen kommunistischen Parteien. Mit der jugoslawischen Praxis-Gruppe bildete sich in der Mitte der 1960er Jahre eine offen neomarxistische Theorieschule in einem sozialistischen Land. Deren internationale Tagungen und die Zeitschrift Praxis (1965–1974) wurden zu einem Kristallisationspunkt unorthodoxen Marxismusdenkens in Europa.